# زرافة كردفان
زرافة كردفان (الاسم العلمي Giraffa camelopardalis antiquorum) هي نويع من الزرافة الموجودة في شمال الكاميرون وجنوب تشاد وجمهورية أفريقيا الوسطى وربما غرب السودان.